# Минутоли, Вольфрадина фон
Вольфрадина Августа Луиза фон Минутоли (нем. Wolfradine Auguste Luise von Minutoli; урождённая графиня фон дер Шуленбург (нем. Schulenburg; 1 февраля 1794 — 22 ноября 1868) — немецкая писательница и египтолог.

## Биография
Родилась 1 февраля 1794 года в семье Адольфа Фридриха Вернера, графа фон дер Шуленбург (1759—1825) и Вольфардины фон Кампен (1773—1794).

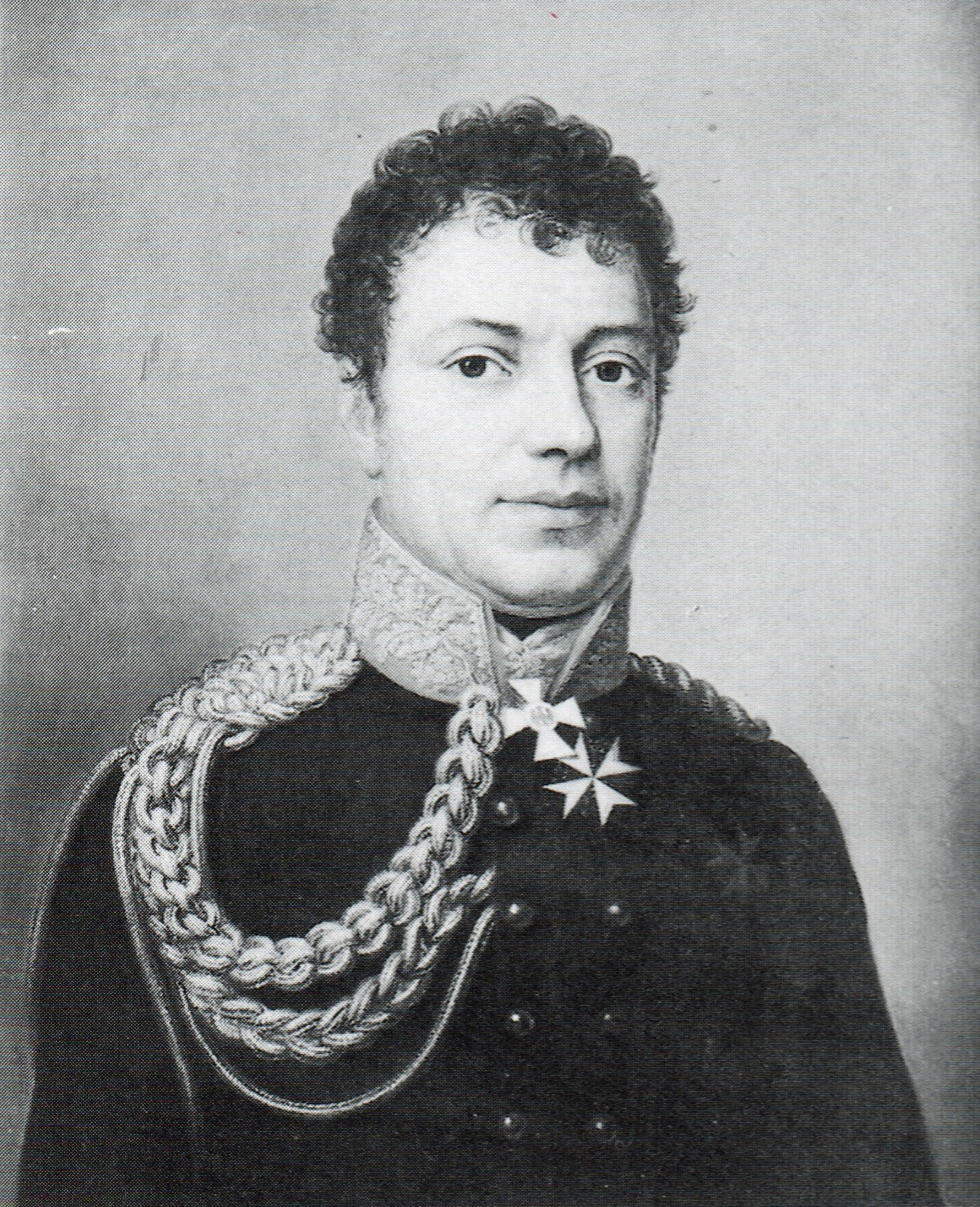
Генрих Минутоли
(второй муж)

После того, как её первый муж, полковник фон Вацдорф, был убит в битве под Ватерлоо в 1815 году, она в 1820 году в Триесте вышла замуж за антиквара и прусского генерала Генриха Мену фон Минутоли и сопровождала его в экспедиции в Египет с 1820 по 1821 год. Она стала одной из первых западных женщин, посетивших Египет в начале XIX века.
Она написала рассказ «Souvenirs d’Egypte» о своем путешествии по Египту, который был опубликован на французском языке в 1826 году, а затем в немецком (Лейпциг, 1829) и английском переводах. Этот рассказ о путешествиях, в котором социальные и политические условия в Египте были во главе угла, а древности на заднем плане, был встречен английскими критиками с дружеской снисходительностью. Более того, всем было «интересно наблюдать, как чудеса Египта влияют на сознание женщин».

Вольфрадина Августа Луиза фон Минутоли умерла 22 ноября 1868 года. 